# Luuk Kroon

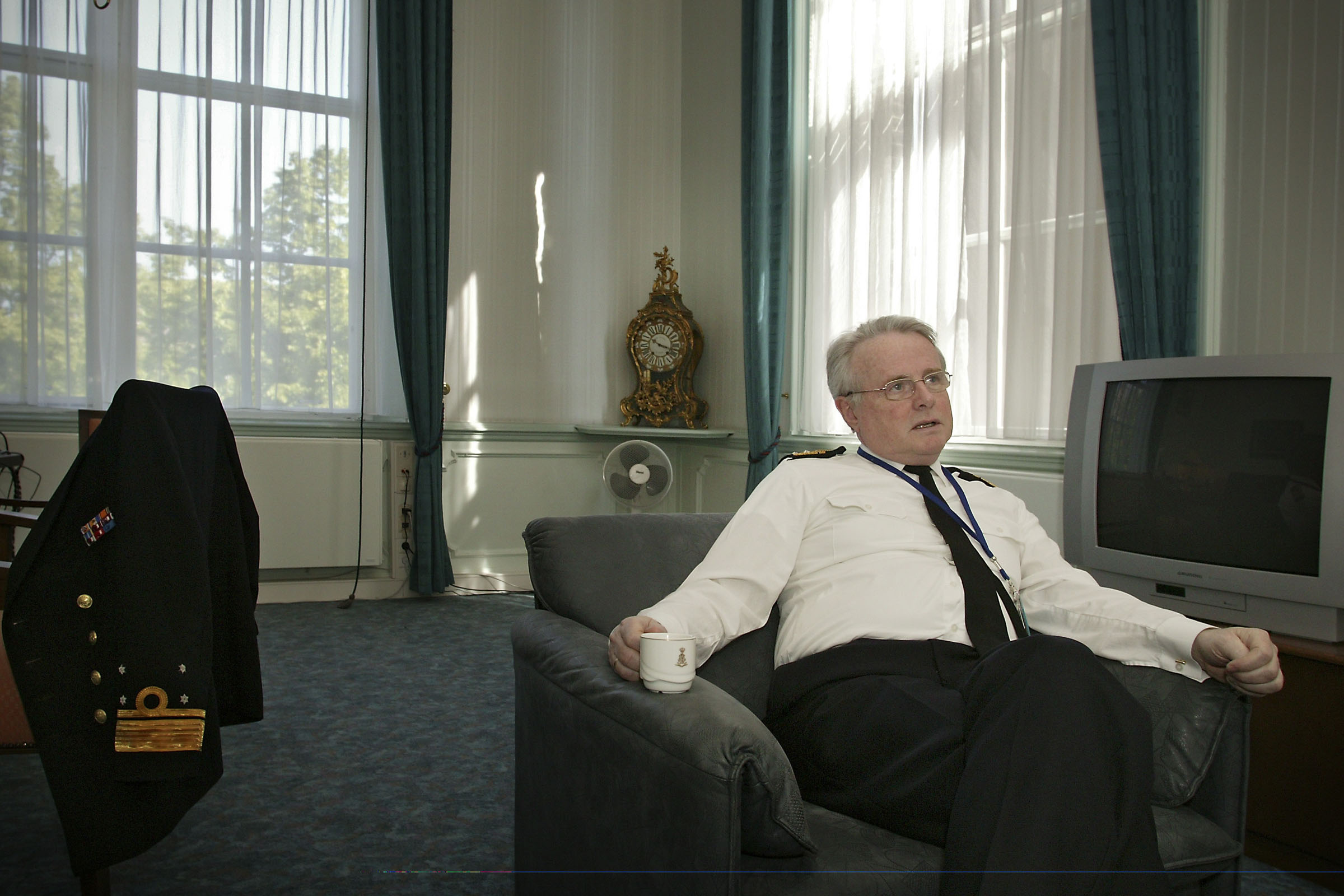
Luuk Kroon

Luuk Kroon (* 13. Dezember 1942 in Ridderkerk, Provinz Südholland; † 19. Juni 2012 in Den Haag) war ein niederländischer Admiralleutnant, der unter anderem Befehlshaber der Königlichen Marine (Koninklijke Marine) sowie als Chef des Verteidigungsstabes (Chef-Defensiestaf) Oberbefehlshaber der Streitkräfte war.

## Leben
Kroon absolvierte nach dem Schulbesuch eine Ausbildung zum Seeoffizier und wurde im September 1995 zum Vizeadmiral befördert sowie zugleich als Nachfolger von Nico Buis zum Befehlshaber der Königlichen Marine ernannt. Diese Position bekleidete er bis zu seiner Ablösung durch Vizeadmiral Cees van Duyvendijk im Juni 1998.
Im Anschluss wurde er im Juni 1998 zum Admiralleutnant befördert und Nachfolger von General Henk van den Breemen als Chef des Verteidigungsstabes. Damit war er Oberbefehlshaber der niederländischen Streitkräfte bis zu seiner Ablösung durch General Dick Berlijn im Juni 2004.
Während seiner sechsjährigen Amtszeit kam es zu zahlreichen internationalen militärischen Einsätzen  wie zum Beispiel in Äthiopien, Afghanistan, Bosnien und Herzegowina, Eritrea, Irak, Kosovo, Liberia und Mazedonien. Wegen seiner Verdienste um die militärische Zusammenarbeit mit der deutschen Bundeswehr wurde ihm unter anderem das Ehrenkreuz der Bundeswehr in Gold verliehen.
Nach seiner Verabschiedung in den Ruhestand erhielt er im Juni 2004 das Ritterkreuz des Ordens von Oranien-Nassau und wurde außerdem zum Adjutant im außerordentlichen Dienst von Königin Beatrix ernannt.